# Maria Teresa d'Asburgo-Teschen (regina delle Due Sicilie)
Maria Teresa Isabella d'Asburgo (Vienna, 31 luglio 1816 – Albano Laziale, 8 agosto 1867) è stata arciduchessa austriaca e regina delle Due Sicilie.

## Biografia
Maria Teresa Isabella era la primogenita dell'arciduca Carlo d'Asburgo-Teschen, figlio di Leopoldo II d'Austria, e di Enrichetta di Nassau-Weilburg.

### Matrimonio

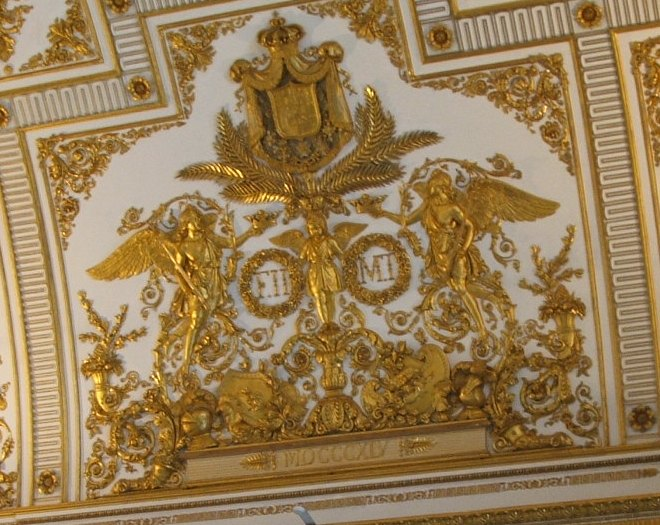
Le iniziali di Ferdinando II e Maria Teresa Isabella sulla volta della Sala del trono della Reggia di Caserta

Fu data in sposa a Ferdinando II di Borbone re delle Due Sicilie, vedovo di Maria Cristina di Savoia e padre del piccolo Francesco, che sarebbe succeduto al padre. Il matrimonio venne celebrato il 9 gennaio 1837.
Minuta, vestita semplicemente, Maria Teresa non sembrava appartenere alla classe nobile e non sopportava la vita di corte. Preferiva svolgere una vita chiusa nei suoi appartamenti, dedicandosi solo al cucito e ai numerosi figli.
Non disdegnava però il potere e cercava di influenzare il marito, suggerendogli di agire sempre severamente.
Quando non poteva assistere ai colloqui ufficiali o voleva conoscere ciò che accadeva nel palazzo, non esitava a spiare dalla fessura delle porte.

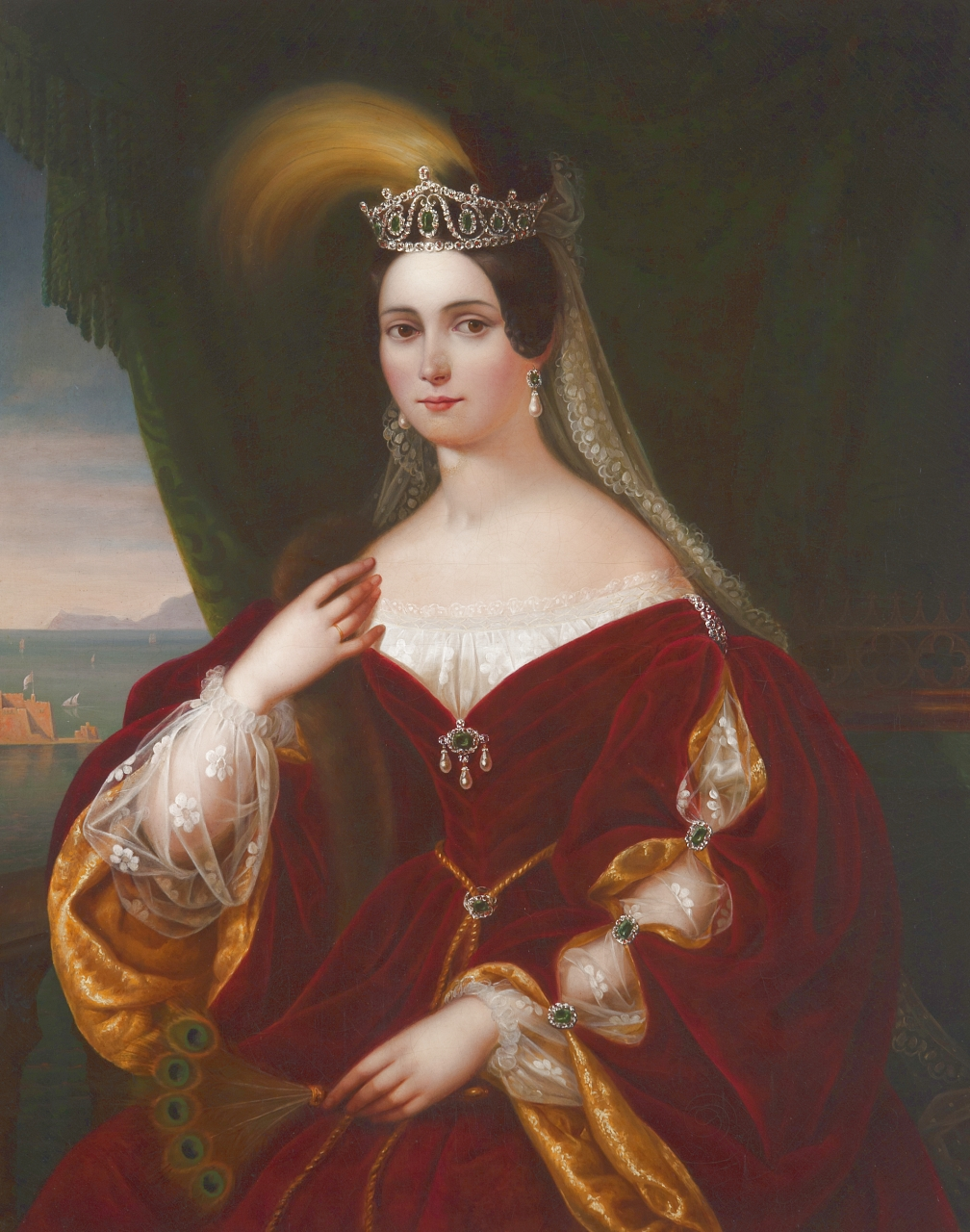
Francesco Torr, ritratto di Maria Teresa d'Austria, 1837, Reggia di Caserta

Malgrado il comportamento poco ortodosso per una regina, il matrimonio tra Maria Teresa e Ferdinando si rivelò felice e sereno.
I rapporti tra il figlio Francesco e la matrigna erano formalmente buoni. Francesco assumeva un comportamento di rispettosa soggezione nei confronti di Maria Teresa, la quale ricambiava dichiarando a tutti che lo considerava come fosse figlio suo.

### Vedovanza
Quando Maria Sofia di Baviera arrivò a Napoli, sposa di Francesco, Ferdinando era già molto malato. Maria Teresa Isabella viveva nella stanza del marito, che si ostinava a continuare il suo lavoro di governo, assistendolo in tutto di giorno e vegliando su di lui la notte.
Al termine della vita di Ferdinando, Francesco II e Maria Sofia Wittelsbach divennero i nuovi sovrani del Regno delle Due Sicilie, ma Maria Teresa Isabella era intenzionata a mantenere il suo posto di prioritario consigliere personale del Re. Ciò le riuscì senza alcuna fatica in quanto, ancor più del padre, Francesco era completamente sottomesso alla volontà della matrigna, diretta alla creazione di un regime di stato autoritario e severo. Molti storici la ritengono in parte responsabile del malcontento dei liberali che poi avrebbero accolto come liberatore Giuseppe Garibaldi.
L'indomabile, decisa e intelligente Maria Sofia, invece, era l'opposto del marito e non si sarebbe sottomessa ad alcun ordine della suocera. Francesco ben presto si ritrovò quindi tra l'incudine e il martello, dando ascolto a volte alla moglie e a volte alla matrigna, senza riuscire però a soddisfare nessuna delle due.
Di idee libere e favorevole alla Costituzione, Maria Sofia, oltre ad avere quindi idee opposte a quelle della suocera, era forse l'unica che a corte riusciva a intravedere i reali desideri di Maria Teresa, ossia far deporre Francesco II per metter sul trono il suo primogenito.
In effetti Maria Teresa, coinvolgendo generali, dignitari di corte e molti religiosi, organizzò un complotto che venne però scoperto. Nonostante la moglie gli mettesse davanti le prove della colpevolezza della matrigna, Francesco non se la sentì di accusarla. Maria Teresa, dal canto suo, pianse ai piedi del re, giurando di essere estranea ad ogni fatto.

### L'esilio
Nonostante ogni feroce e ferma opposizione di Maria Teresa Isabella verso l'emanazione di una costituzione, quando i tumulti di Napoli iniziarono a farsi preoccupanti, l'indeciso Francesco II ascoltò i consigli della moglie. Ormai però era troppo tardi: la situazione aveva raggiunto un punto di non ritorno.
La prima a scappare da una Napoli in rivolta fu Maria Teresa Isabella, insieme ai suoi figli. La seguirono a Gaeta i suoi consiglieri e ministri, tanto che nella cittadina si formò una seconda corte reale, che continuò a tramare per la deposizione del Re.
Quando anche a Gaeta la situazione divenne critica, con le prime cannonate, Maria Teresa Isabella fu anche questa volta la prima a fuggire con i figli più piccoli.
La Regina Madre venne ospitata a Roma nel palazzo del Quirinale, messo a sua disposizione da Pio IX per ripagare l'ospitalità dei Reali Borboni al tempo della Fuga nel '49. Quando, dopo la capitolazione di Gaeta, Francesco II e Maria Sofia la raggiunsero, si formarono due piccole corti differenti che vivevano parallelamente nello stesso palazzo.

### Morte
Nell'estate del 1867 scoppiò a Roma una violenta epidemia di colera. Maria Teresa si trasferì in una villa presso Ariccia ma la malattia riuscì comunque a colpire a morte il piccolo Gennaro che contagiò anche la madre, rimasta amorevolmente accanto al suo bambino fino all'ultimo.
La Regina venne coraggiosamente assistita da Francesco, mentre gli altri suoi figli erano scappati per paura del contagio. Ella rifiutò in un primo momento le cure del dottor Manfrè perché di politica liberale. Solo quando entrò in agonia, preda di forti dolori, Maria Teresa volle essere curata, ma ormai era troppo tardi.
Nel suo testamento Maria Teresa lasciava tutti i suoi (relativamente pochi rimasti) beni soltanto ai suoi figli, senza contare Francesco o quelle poche persone che l'avevano servita per tutta la vita . Nonostante ciò, il deposto sovrano pianse molto la morte della sua matrigna.

## Discendenza
La coppia reale ebbe dodici figli:
| Immagine | Nome                                                        | Nascita                              | Morte                                  | Matrimonio               | Consorte                                                                    | Discendenza                                      | Titoli                                                    |
| -------- | ----------------------------------------------------------- | ------------------------------------ | -------------------------------------- | ------------------------ | --------------------------------------------------------------------------- | ------------------------------------------------ | --------------------------------------------------------- |
|          | Luigi Ludovico Maria                                        | 1 agosto 1838, Napoli                | 8 giugno 1886, Parigi                  | 5 giugno 1861            | Matilde di Baviera (30 settembre 1843 - 18 giugno 1925)                     | 2 figli (1 illegittimo), 3 nipoti e 11 pronipoti | Principe e conte di Trani                                 |
|          | Alberto                                                     | 17 settembre 1839, Napoli            | 12 luglio 1844, Napoli                 |                          |                                                                             |                                                  | Principe e conte di Castrogiovanni                        |
|          | Alfonso Alfonso Maria Giuseppe Alberto                      | 28 marzo 1841, Caserta               | 26 maggio 1934, Cannes                 | 8 giugno 1868            | Maria Antonietta di Borbone-Due Sicilie (16 marzo 1851 - 12 settembre 1938) | 12 figli e 30 nipoti                             | Principe e conte di Caserta                               |
|          | Maria Annunziata Maria Annunziata Isabella Filomena Sebasia | 24 marzo 1843, Reggia di Caserta     | 4 maggio 1871, Vienna                  | 21 ottobre 1862, Venezia | Carlo Ludovico d'Asburgo-Lorena (30 maggio 1833 - 19 maggio 1896)           | 4 figli, 12 nipoti e 33 pronipoti                | Principessa delle Due Sicilie, poi arciduchessa d'Austria |
|          | Maria Immacolata Maria Immacolata Clementina                | 14 aprile 1844, Napoli               | 18 febbraio 1899, Vienna               | 19 settembre 1861, Roma  | Carlo Salvatore d'Asburgo-Lorena (30 aprile 1839 - 18 gennaio 1892)         | 10 figli, 34 nipoti e più di 39 pronipoti        | Principessa delle Due Sicilie, poi arciduchessa d'Austria |
|          | Gaetano Gaetano Maria Federico                              | 12 gennaio 1846, Napoli              | 26 novembre 1871, Lucerna              | 13 maggio 1868, Madrid   | Isabella di Borbone-Spagna (20 dicembre 1851 - 23 aprile 1931)              |                                                  | Principe delle Due Sicilie e conte di Girgenti            |
|          | Giuseppe                                                    | 4 marzo 1848                         | 28 settembre 1851                      |                          |                                                                             |                                                  | Principe e conte di Lucera                                |
|          | Maria Pia Maria Pia della Grazia                            | 2 agosto 1849, Gaeta                 | 29 settembre 1882, Biarritz            | 5 aprile 1869, Roma      | Roberto I di Parma (9 luglio 1848 - 16 novembre 1907)                       | 12 figli, 15 nipoti e 20 pronipoti               | Principessa, poi duchessa titolare di Parma e Piacenza    |
|          | Vincenzo                                                    | 26 aprile 1851                       | 13 ottobre 1854                        |                          |                                                                             |                                                  | Principe e conte di Melazzo                               |
|          | Pasquale                                                    | 15 settembre 1852, Reggia di Caserta | 21 dicembre 1904, Château de Malmaison | 20 novembre 1878, Clichy | Blanche Marconnay                                                           |                                                  | Principe e conte di Bari                                  |
|          | Maria Luisa Maria Luisa Immacolata                          | 21 gennaio 1855, Napoli              | 23 agosto 1874, Pau                    | 25 novembre 1873, Cannes | Enrico di Borbone-Parma (12 febbraio 1851 - 14 aprile 1905)                 |                                                  | Principessa, poi contessa di Bardi                        |
|          | Gennaro Gennaro Maria Immacolata Luigi                      | 28 febbraio 1857, Reggia di Caserta  | 13 agosto 1867, Albano Laziale         |                          |                                                                             |                                                  | Principe e conte di Caltagirone                           |

## Ascendenza
|                                       |                                    |                                    | Genitori                                      |  |  | Nonni |  |  | Bisnonni              |  |  | Trisnonni          |  |
|                                       |                                    |                                    |                                               |  |  |       |  |  | Francesco I di Lorena |  |  | Leopoldo di Lorena |  |
|                                       |                                    |                                    |                                               |  |  |       |  |  | Francesco I di Lorena |  |  | Leopoldo di Lorena |  |
|                                       |                                    | Elisabetta Carlotta d'Orléans      |                                               |  |  |       |  |  | Francesco I di Lorena |  |  |                    |  |
| Leopoldo II d'Austria                 |                                    |                                    |                                               |  |  |       |  |  | Francesco I di Lorena |  |  |                    |  |
|                                       |                                    | Maria Teresa d'Austria             | Carlo VI d'Austria                            |  |  |       |  |  |                       |  |  |                    |  |
|                                       |                                    | Maria Teresa d'Austria             | Carlo VI d'Austria                            |  |  |       |  |  |                       |  |  |                    |  |
|                                       |                                    | Maria Teresa d'Austria             | Elisabetta Cristina di Brunswick-Wolfenbüttel |  |  |       |  |  |                       |  |  |                    |  |
| Carlo d'Austria-Teschen               |                                    | Maria Teresa d'Austria             |                                               |  |  |       |  |  |                       |  |  |                    |  |
|                                       |                                    | Carlo III di Spagna                | Filippo V di Spagna                           |  |  |       |  |  |                       |  |  |                    |  |
|                                       |                                    | Carlo III di Spagna                | Filippo V di Spagna                           |  |  |       |  |  |                       |  |  |                    |  |
|                                       |                                    | Carlo III di Spagna                | Elisabetta Farnese                            |  |  |       |  |  |                       |  |  |                    |  |
| Maria Luisa di Spagna                 |                                    | Carlo III di Spagna                |                                               |  |  |       |  |  |                       |  |  |                    |  |
|                                       |                                    | Maria Amalia di Sassonia           | Augusto III di Polonia                        |  |  |       |  |  |                       |  |  |                    |  |
|                                       |                                    | Maria Amalia di Sassonia           | Augusto III di Polonia                        |  |  |       |  |  |                       |  |  |                    |  |
|                                       |                                    | Maria Amalia di Sassonia           | Maria Giuseppa d'Austria                      |  |  |       |  |  |                       |  |  |                    |  |
| Maria Teresa d'Austria                |                                    | Maria Amalia di Sassonia           |                                               |  |  |       |  |  |                       |  |  |                    |  |
|                                       | Carlo Cristiano di Nassau-Weilburg | Carlo Augusto di Nassau-Weilburg   |                                               |  |  |       |  |  |                       |  |  |                    |  |
|                                       | Carlo Cristiano di Nassau-Weilburg | Carlo Augusto di Nassau-Weilburg   |                                               |  |  |       |  |  |                       |  |  |                    |  |
|                                       | Carlo Cristiano di Nassau-Weilburg | Augusta Federica di Nassau-Idstein |                                               |  |  |       |  |  |                       |  |  |                    |  |
| Federico Guglielmo di Nassau-Weilburg | Carlo Cristiano di Nassau-Weilburg |                                    |                                               |  |  |       |  |  |                       |  |  |                    |  |
|                                       |                                    | Carolina d'Orange-Nassau           | Guglielmo IV d'Orange-Nassau                  |  |  |       |  |  |                       |  |  |                    |  |
|                                       |                                    | Carolina d'Orange-Nassau           | Guglielmo IV d'Orange-Nassau                  |  |  |       |  |  |                       |  |  |                    |  |
|                                       |                                    | Carolina d'Orange-Nassau           | Anna di Gran Bretagna                         |  |  |       |  |  |                       |  |  |                    |  |
| Enrichetta di Nassau-Weilburg         |                                    | Carolina d'Orange-Nassau           |                                               |  |  |       |  |  |                       |  |  |                    |  |
|                                       |                                    | Giorgio di Kirchberg               | Guglielmo Luigi di Kirchberg                  |  |  |       |  |  |                       |  |  |                    |  |
|                                       |                                    | Giorgio di Kirchberg               | Guglielmo Luigi di Kirchberg                  |  |  |       |  |  |                       |  |  |                    |  |
|                                       |                                    | Giorgio di Kirchberg               | Luisa di Dhaun                                |  |  |       |  |  |                       |  |  |                    |  |
| Luisa Isabella di Kirchberg           |                                    | Giorgio di Kirchberg               |                                               |  |  |       |  |  |                       |  |  |                    |  |
|                                       |                                    | Elisabetta Augusta di Reuss-Greiz  | Enrico XI di Reuss-Greiz                      |  |  |       |  |  |                       |  |  |                    |  |
|                                       |                                    | Elisabetta Augusta di Reuss-Greiz  | Enrico XI di Reuss-Greiz                      |  |  |       |  |  |                       |  |  |                    |  |
|                                       |                                    | Elisabetta Augusta di Reuss-Greiz  | Corradina Eleonora di Reuss-Köstritz          |  |  |       |  |  |                       |  |  |                    |  |
|                                       |                                    | Elisabetta Augusta di Reuss-Greiz  |                                               |  |  |       |  |  |                       |  |  |                    |  |

## Onorificenze

### Altre Distinzioni
- Protettrice della Real Arciconfraternita e Monte di San Giuseppe dell'Opera di Vestire i Nudi in quanto Regina consorte delle Due Sicilie, Napoli (Italia)[2].

## Omaggi
- Nel 1854, una località della Sicilia, fino ad allora denominata Marina di Savoia, venne elevata a comune autonomo e ribattezzata, in suo onore Santa Teresa, l'odierna Santa Teresa di Riva, che porta ancora il suo nome.

- In un comune del casertano, Mignano Monte Lungo c'era un corso dedicato alla sovrana, poi ribattezzato Corso Vittorio Emanuele dopo l'unità.